# Paběnice
Paběnice (německy Pabienitz) jsou obec v okrese Kutná Hora ve Středočeském kraji. Leží zhruba třináct kilometrů jihojihovýchodně od Kutné Hory a deset kilometrů jihozápadně od Čáslavi. Žije v ní 226 obyvatel.

## Historie
První písemná zmínka o obci pochází z roku 1279.
Ve vsi Paběnice (408 obyvatel, sbor dobrovolných hasičů) byly v roce 1932 evidovány tyto živnosti a obchody: 3 hostince, kolář, kovář, krejčí, 2 mlýny, řezník, 2 obchody se smíšeným zbožím, 2 trafiky, 2 truhláři.

## Obyvatelstvo
| Rok            | 1869 | 1880 | 1890 | 1900 | 1910 | 1921 | 1930 | 1950 | 1961 | 1970 | 1980 | 1991 | 2001 | 2011 | 2021 |
| -------------- | ---- | ---- | ---- | ---- | ---- | ---- | ---- | ---- | ---- | ---- | ---- | ---- | ---- | ---- | ---- |
| Počet obyvatel | 549  | 519  | 483  | 466  | 468  | 477  | 408  | 288  | 290  | 219  | 196  | 158  | 177  | 166  | 210  |
| Počet domů     | 93   | 94   | 88   | 94   | 89   | 86   | 87   | 87   | 86   | 74   | 66   | 96   | 100  | 100  | 114  |

## Obecní správa

### Územněsprávní začlenění
Dějiny územněsprávního začleňování zahrnují období od roku 1850 do současnosti. V chronologickém přehledu je uvedena územně administrativní příslušnost obce (části obce) v roce, kdy ke změně došlo:
- 1850 země česká, kraj Pardubice, politický i soudní okres Kutná Hora[7]
- 1855 země česká, kraj Čáslav, soudní okres Kutná Hora
- 1868 země česká, politický i soudní okres Kutná Hora
- 1939 země česká, Oberlandrat Kolín, politický i soudní okres Kutná Hora[8]
- 1942 země česká, Oberlandrat Praha, politický i soudní okres Kutná Hora[9]
- 1945 země česká, správní i soudní okres Kutná Hora[10]
- 1949 Pražský kraj, okres Kutná Hora[11]
- 1960 Středočeský kraj, okres Kutná Hora
- 1961 Středočeský kraj, okres Kutná Hora, obec Petrovice I[12]
- k 24. listopadu 1990 Středočeský kraj, okres Kutná Hora[12]
- 2003 Středočeský kraj, obec s rozšířenou působností Kutná Hora

### Obecní symboly
Znak a vlajka byly obci uděleny rozhodnutím předsedy Poslanecké sněmovny Parlamentu České republiky dne 21. září 2005.

## Doprava
Dopravní síť
- Pozemní komunikace – Do obce vedou silnice III. třídy. Ve vzdálenosti dva kilometry vede silnice II/339 Čáslav – Červené Janovice – Ledeč nad Sázavou.
- Železnice – Železniční trať ani stanice na území obce nejsou.

Veřejná doprava 2011
- Autobusová doprava – Obcí projížděly autobusové linky Kutná Hora-Zbýšov (v pracovních dnech 1 spoj do Kutné Hory), Kutná Hora-Červené Janovice-Zbýšov (v pracovních dnech 4 spoje), Čáslav-Vodranty-Petrovice I-Štipoklasy (v pracovních dnech 3 spoje) a Čáslav-Zruč nad Sázavou (v pracovních dnech 5 spojů) (dopravce Veolia Transport Východní Čechy). O víkendu byla obec bez dopravní obsluhy.

## Pamětihodnosti
- Archeologické naleziště s pozůstatky paběnické tvrze
- Kostel svatého Jakuba
- Kaplička svatého Josefa se studnou na návsi
- Usedlost čp. 7

## Galerie

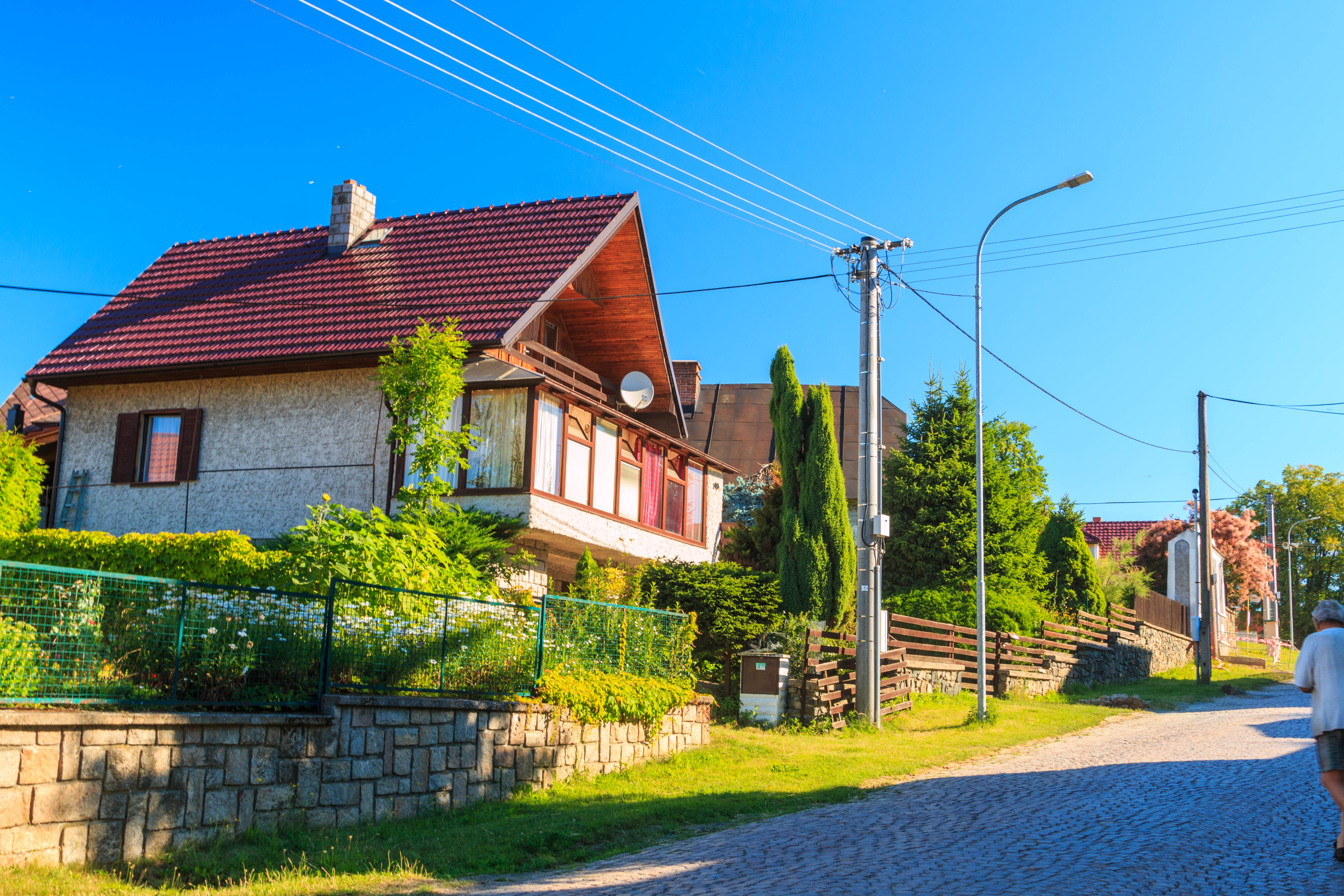
Dům eč. 15
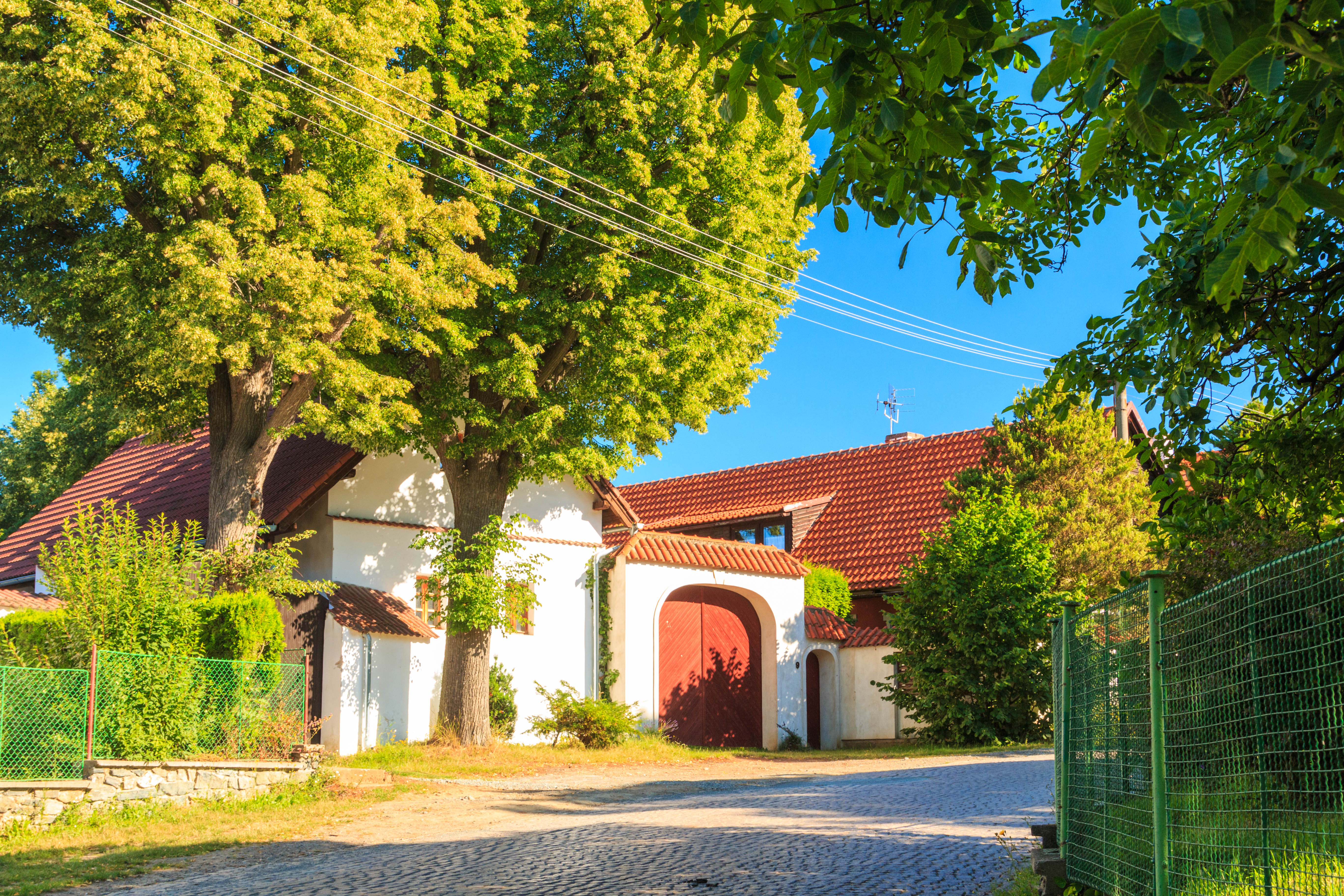
Dům čp. 9
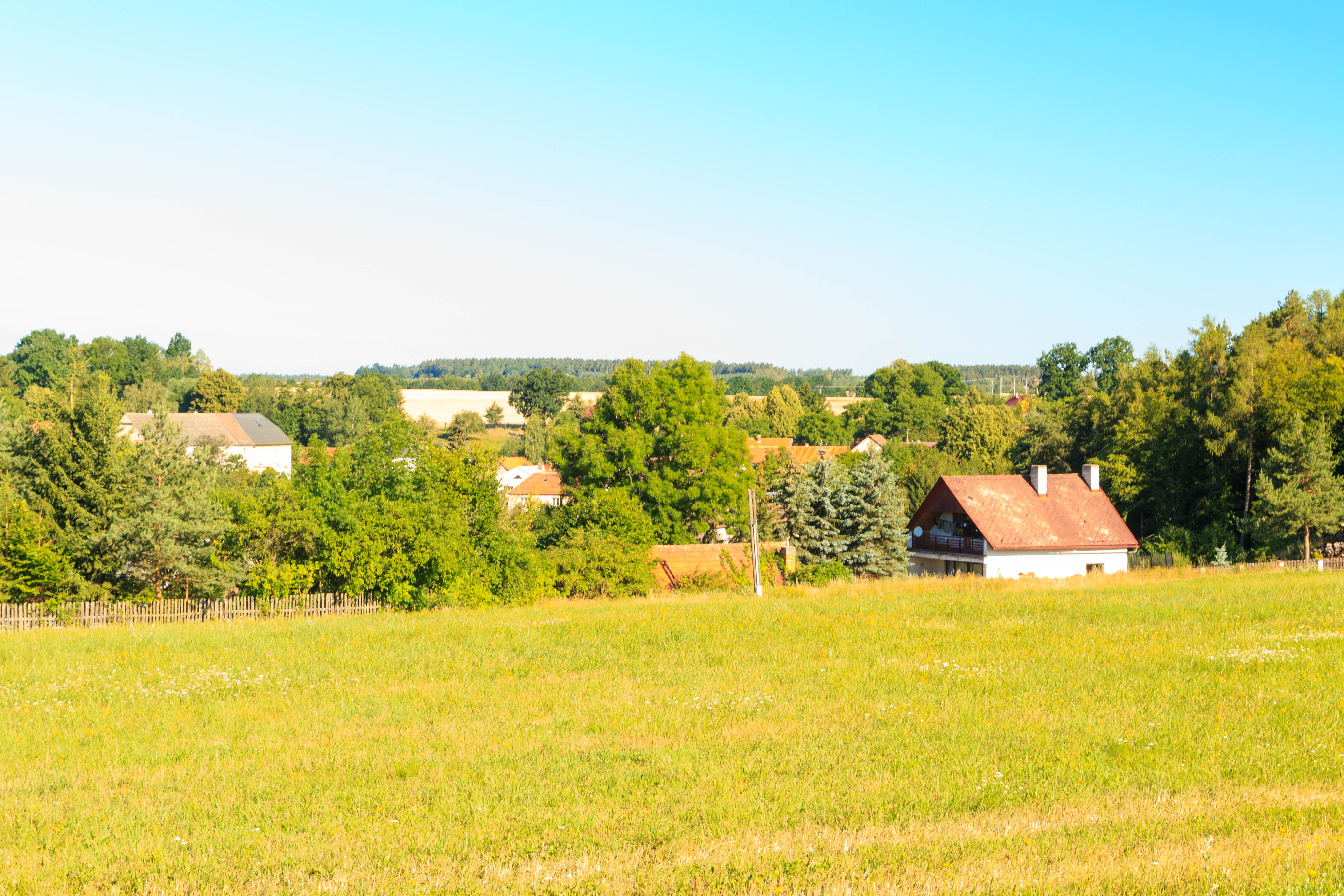
Pohled od hřiště
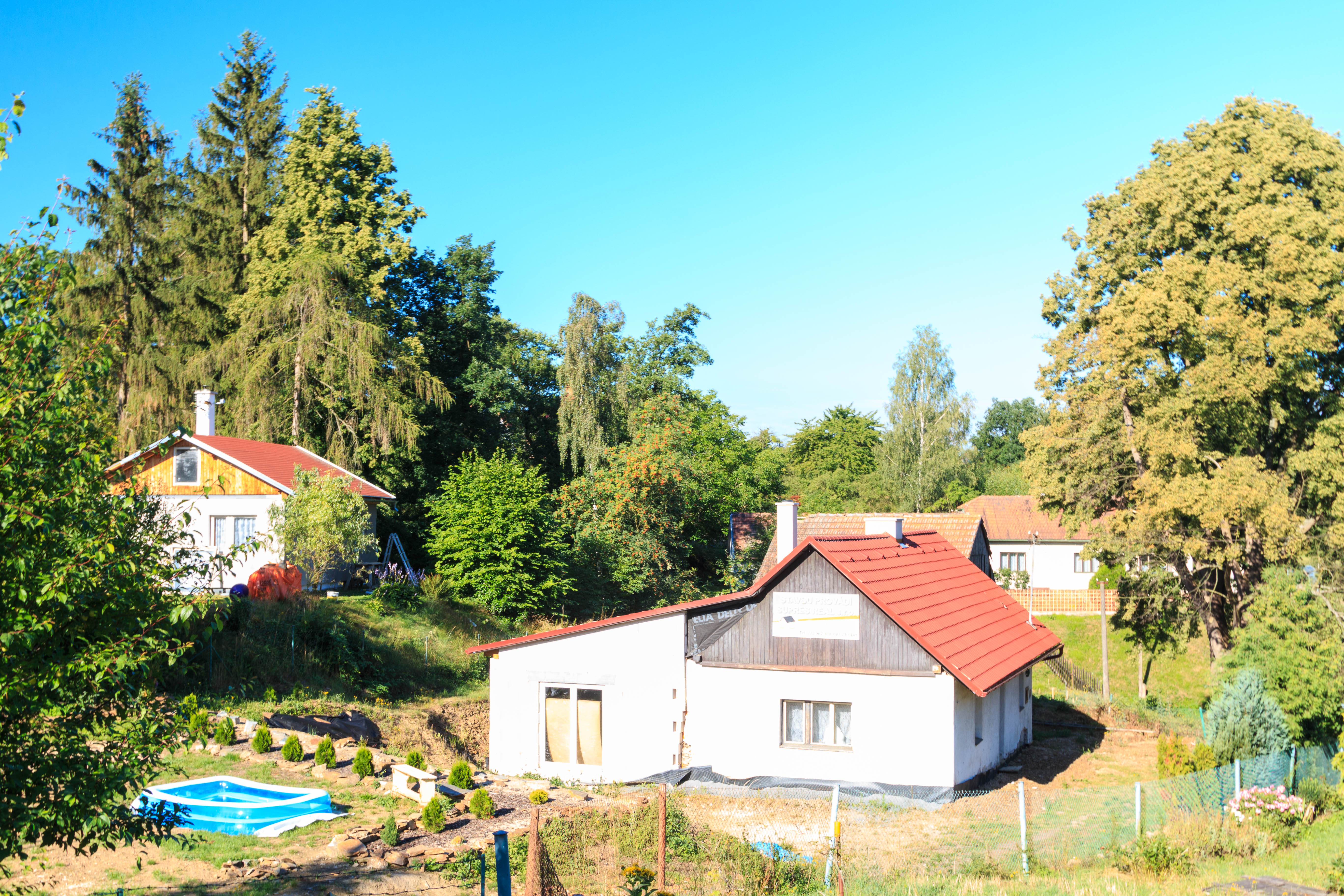
Dům čp. 82